# Jan Janszoon Orlers
Jan Janszoon Orlers (Leyde, 1570 - 1646) est un imprimeur et libraire néerlandais qui a aussi été le maire de Leyde.

## Biographie
Jan Janszoon Orlers naît à Leyde dans les Provinces-Unies le 5 janvier 1570.
En 1591, il entre en apprentissage chez le libraire d'Amsterdam Cornelis Claesz, avant de s'établir dans sa ville natale en 1596.
Il entame une carrière en 1618, quand il devient conseiller municipal de sa ville, puis échevin (1631) et bourgmestre (maire) de la ville en 1641. À cette époque, Pieter Dubordieu (en) fait un portrait de lui, qui est actuellement conservé au musée municipal de Leyde.
Orlers a aussi publié des ouvrages d'histoire, en particulier Beschryvinge der stad Leyden (Description de Leiden, 1614), qui inclut notamment dans sa deuxième édition la toute première biographie de Rembrandt,, ainsi que des chroniques militaires.
Après avoir cessé ses activités professionnelles autour de 1616, il meurt le 10 août 1646.

## Œuvre
Œuvres en français et en néerlandais :
- La Généalogie des illustres comtes de Nassau, 1624 ;
- Warhafftige Beschreibung und Abbildung aller Züge und Victorien zu Wasser, 1617 ;
- Warhafftige Beschreibung und Abbildung aller Züge und Victorien zu Wasser, 1624 ;
- Warhafftige Beschreibung und eigentliche Abbildung aller Züge und Victori, 1612 ;
- Warhafftige Beschreibung und eygentliche Abbildung aller Züge und Victori, 1624 ;
- Beschrijving der tad Leyden, 1781 ;
- Beschrijvinghe ende af-beeldinge van alle de victori..., 1610 ;
- Beschrijvinge der Stadt Leyden, 1641 ;
- Description et representation de toutes les victoires tant par eau que pa..., 1612 ;
- Genealogia Comitum Nassoviae ... ab anno 682-1616, 1616 ;
- Genealogia illustrissimorum concitum Nassoviae, 1616 ;
- La Généalogie des illustres comtes de Nassau, 1624.